# CcMixter
ccMixter.org ist eine Musik-Community-Seite, die die Remix-Kultur bewirbt. Auf ihr werden Samples, Remixes und A-cappella-Tonspuren unter einer Creative Commons zum Download und zur Weiterverwendung in eigenen Werken zur Verfügung gestellt. Auf diesen Tonspuren basierende Werke können wiederum hochgeladen und den Besuchern präsentiert werden. Stand 13. November 2011 können mehr als 6.000 Samples und 3.000 A capellas sowie über 15.000 Remixe heruntergeladen werden, darunter auch Tonspuren der Beastie Boys und David Byrne.
Die Webseite wurde ursprünglich als Projekt von Creative Commons gestartet und im Oktober 2009 an ArtisTech Media, eine Firma unter Führung einiger ccMixter-Mitglieder, übergeben. Als Plattform kommt ccHost zum Einsatz.

## Calls for Remixes
Durch die Veröffentlichung von Einzelspuren bekannter Musiker wie DJ Vadim, Bucky Jonson (Mitglieder der The-Black-Eyed-Peas-Live-Band) und Trifonic unter einer Creative-Commons-Lizenz wurden zwar das Portal und auch die Creative-Commons-Lizenzen bekannter, es wurden aber ab 2007 Stimmen laut, die davor warnen, dass ccMixter den Kontakt zur Freie-Musik-Szene verlieren würde. Die Ausschreibung von Plattenverträgen im Rahmen der entsprechenden Wettbewerbe verstärkte diese Befürchtungen. In Folge wurden Call for Remixes gestartet um auf Grundlage von Musik weniger bekannter Künstler wie Colin Mutchler, Brad Sucks, Tamara Barnett-Herrin (aka Calendar Girl) und Shannon Hurley neue Werke zu erstellen.

## Bekannte Künstler
- Brad Sucks
- Bucky Jonson (Mitglied der The-Black-Eyed-Peas-Live-Band)
- DJ Vadim
- Fort Minor
- Kristin Hersh
- Murat Ses